# Alena Šeredová
Alena Šeredová (née le 21 mars 1978 à Prague en Tchécoslovaquie) est une actrice et mannequin tchèque.

## Biographie
Elle a été vice-Miss République tchèque en 1998 et a représenté son pays à l'élection Miss Monde 1998. Mannequin, elle a commencé sa carrière internationale en 2002 lorsqu'elle fut choisie par Giorgio Panariello pour son émission de télé en première partie de soirée.
Alena a figuré sur les couvertures de plusieurs magazines tels que Penthouse, Playboy ou encore Spy Magazine. Alena a également été choisie pour poser dans le calendrier Maximal.
Sa petite sœur Eliska est également mannequin.
Elle s'est mariée le 16 juin 2011 au gardien de but de la Juventus, Gianluigi Buffon. Ils ont deux fils : Louis Thomas, né le 28 décembre 2007 et David Lee, né le 31 octobre 2009.
Le couple a annoncé leur divorce peu de temps avant la Coupe du monde 2014.

## Filmographie
- 2003 : Ho visto le stelle de Vincenzo Salemme
- 2004 : Christmas in Love de Neri Parenti
- 2008 : Un'estate al mare